# IC 2927
IC 2927 је појединачна звијезда у сазвјежђу Лав која се налази на листи објеката дубоког неба у Индекс каталогу.
Деклинација објекта је + 13° 5' 7" а ректасцензија 11h 33m 4,9s.